# Landkreis Mansfeld-Südharz

(Neues) Logo des Landkreises Mansfeld-Südharz

Der Landkreis Mansfeld-Südharz ist ein Landkreis im Südwesten des Landes Sachsen-Anhalt. 

## Geografie

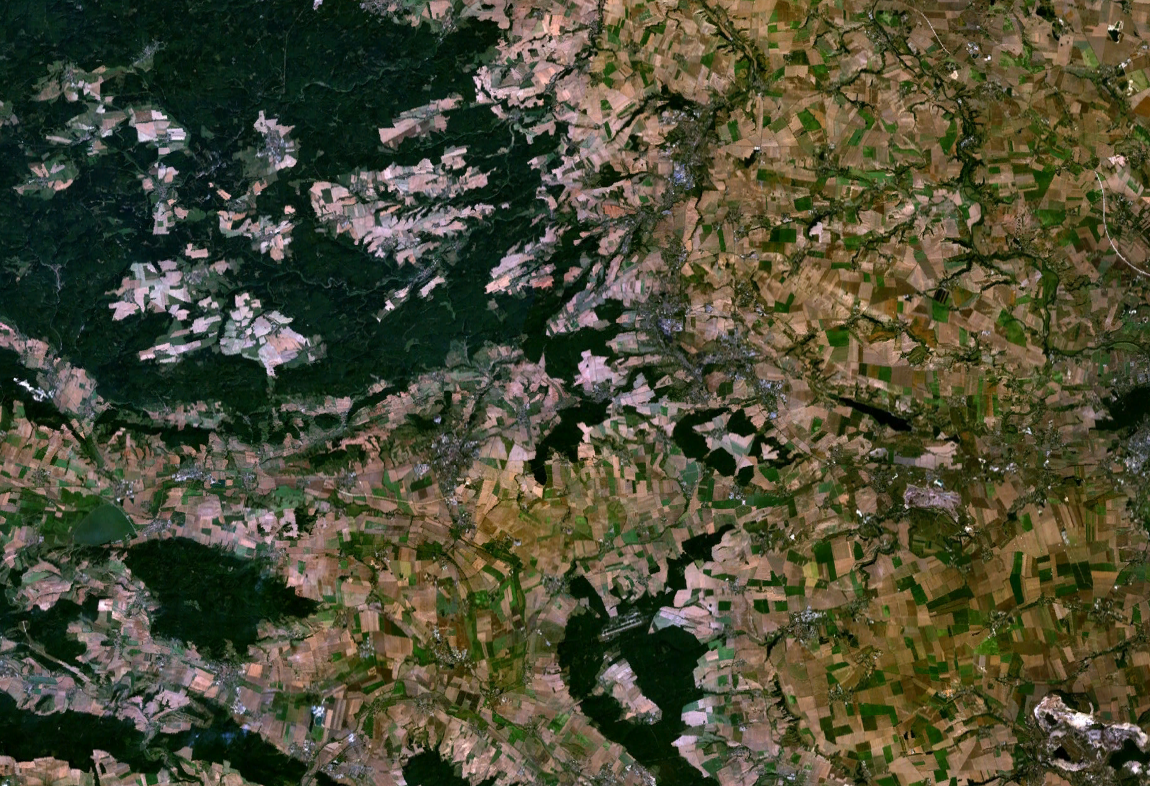
Satellitenaufnahme des Landkreises Mansfeld-Südharz (man erkennt die größeren Städte Eisleben und Sangerhausen sowie die Ausläufer des Harzes)

### Lage
Der Norden des Landkreises wird vom Mansfelder Bergland, dem östlichsten Teil des Harzes, bestimmt. Bei Ulzigerode erreicht das Gebiet mit dem 291 Meter hohen Mahnberg seinen höchsten Punkt. Nach Osten schließt sich das Harzvorland mit seiner fast waldlosen, flachwelligen und abwechslungsarmen Landschaft an. Im Westen gehören Teile des Südharzes zum Landkreis, und hier liegt mit dem 580 Meter hohen Großen Auerberg der höchste Punkt des Kreises. Im Südwesten schließt der Landkreis mit der Goldenen Aue ab.
In jenem fruchtbaren Niederungsgebiet liegt auch der sechs Quadratkilometer große Stausee Kelbra. In entgegengesetzter Richtung an der Ostgrenze des Kreises, sieben Kilometer östlich von Eisleben, befindet sich mit dem drei Quadratkilometer großen Süßen See das zweitgrößte Gewässer des Kreises. Zwei Flüsse durchqueren den Kreis von West nach Ost: im Norden die Wipper und im Süden die Helme. Im äußersten Osten des Landkreises berührt die Saale das Kreisgebiet.

### Einwohnerstärkste Städte und Gemeinden
- Sangerhausen (25.392)
- Lutherstadt Eisleben (22.505)
- Hettstedt (12.783)
- Südharz (8829)
- Seegebiet Mansfelder Land (8474)
- Mansfeld (8096)

Stand: 31. Dezember 2024

### Angrenzende Landkreise
Der Landkreis Mansfeld-Südharz grenzt im Norden an den Landkreis Harz sowie den Salzlandkreis, im Osten an den Saalekreis, im Süden an den thüringischen Kyffhäuserkreis und im Westen an den Landkreis Nordhausen.

### Rohstoffvorkommen
Der wohl bekannteste Rohstoff im Landkreis Mansfeld-Südharz ist der kupfer- und silberhaltige Kupferschiefer. Er kommt in der Mansfelder Mulde sowie um Sangerhausen im Untergrund vor und wurde in der Vergangenheit im großen Maßstab abgebaut (siehe Mansfeld (Unternehmen)). Nachdem zuerst die weniger tief liegenden Bereiche in kleineren Gruben abgebaut wurden, vergrößerten sich die Gruben, je mehr sie in die tieferen Bereiche vorstießen. Nach dem Ende der DDR wurde der Kupferschieferbergbau wegen Unwirtschaftlichkeit eingestellt.
In den südöstlichen Bereichen des Landkreises befinden sich größere Salzkörper im Untergrund, deren Auslaugung einst zur Eintiefung des Süßen Sees und des Salzigen Sees führte. Unweit der Kreisgrenze zum Landkreis Mansfeld-Südharz gab es in Teutschenthal im Saalekreis jahrzehntelang das Salzbergwerk GTS Grube Teutschenthal, das diese Körper abbaute. In jüngerer Zeit werden dort Reststoffe in die bergbaulichen Hohlräume verfüllt, um Bergschlägen vorzubeugen.
Weniger bekannt ist, dass in einigen Gruben im Kupferschieferrevier auch Kalkstein abgebaut wurde. Kalkstein kommt vereinzelt im Landkreis vor.
Am Hornburger Sattel gibt es kleinere Uranvorkommen, die in den Anfangsjahren der DDR durch die SDAG Wismut erkundet wurden. Aufgrund einer zu geringen Uranmenge von wenigen hundert Tonnen lohnte sich der Abbau jedoch nicht.
Bei Amsdorf im äußersten Südosten des Landkreises gibt es montanwachshaltige Braunkohlevorkommen. Sie werden von der Firma Romonta im Tagebau Amsdorf abgebaut.
Für die Landwirtschaft ist eine weite Verbreitung fruchtbarer Schwarzerdeböden im Mansfelder Land sehr günstig. Im Harz befinden sich daneben größere Waldbestände.

### Naturschutz

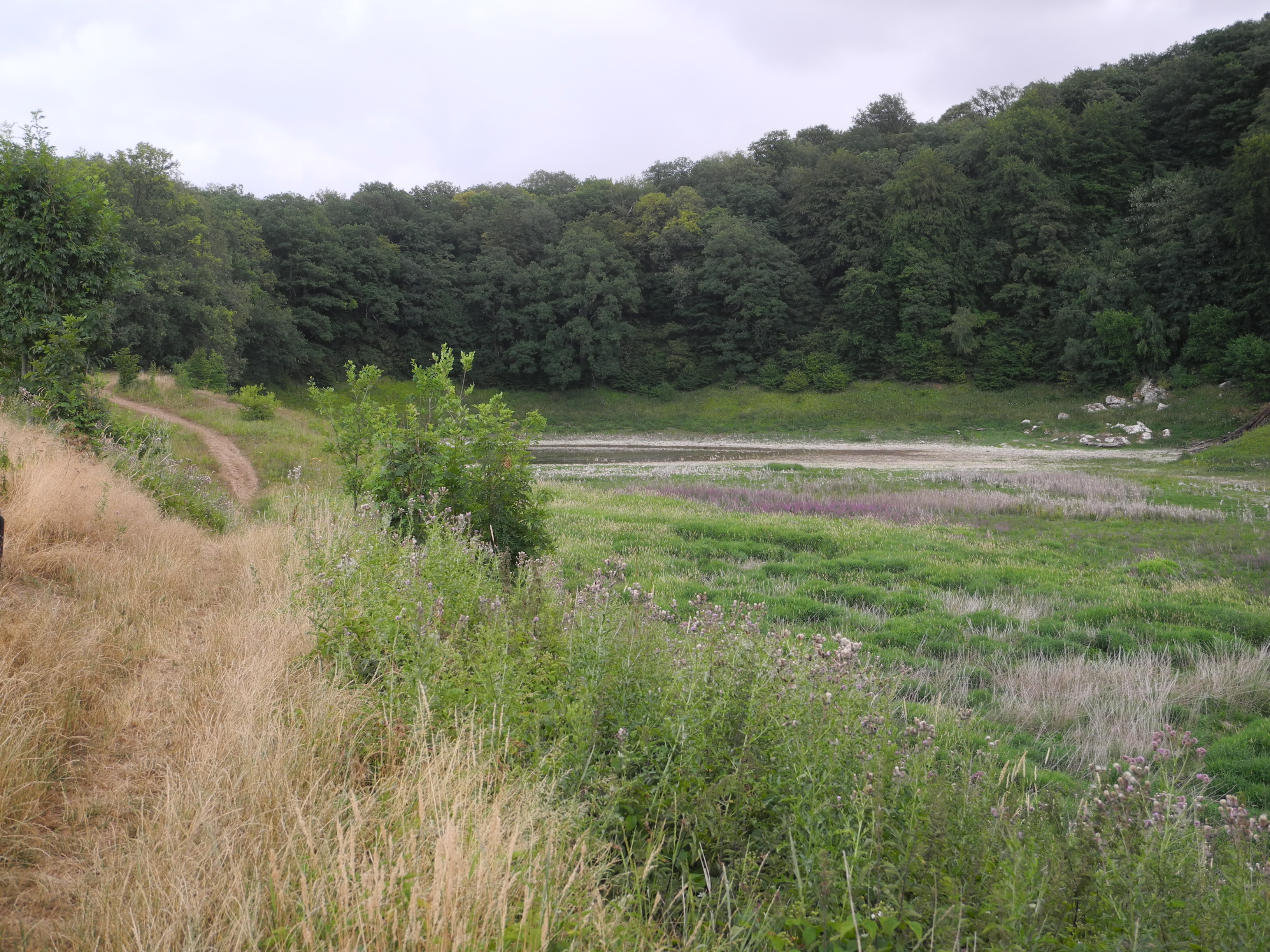
Bauerngraben in der Südharzer Karstlandschaft

Die Südharzer Karstlandschaft ist weltweit einmalig und für den Naturschutz und die nachhaltige Regionalentwicklung von großer Bedeutung. Sie ist daher in Teilen als Biosphärenreservat ausgewiesen.
Im Landkreis befinden sich 27 ausgewiesene Naturschutzgebiete (Stand Februar 2017).

## Geschichte

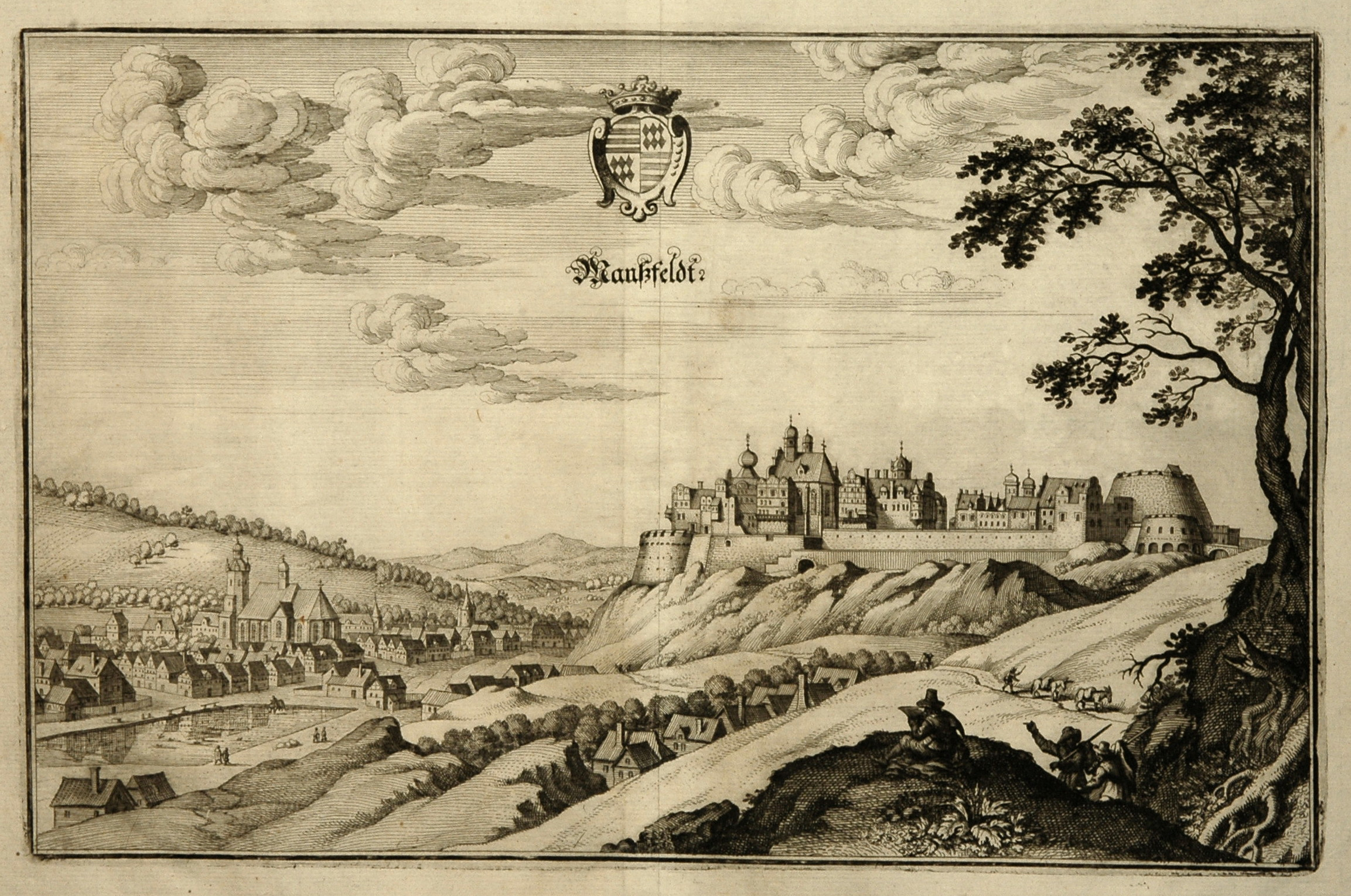
Alte Darstellung vom Schloss der Grafen von Mansfeld. Von der großen Festung sind nur noch wenige Gebäude erhalten.

Im Laufe des Mittelalters hatten sich auf dem Gebiet des Landkreises mehrere Herrschaftssysteme etabliert. Den größten Anteil hatte die Grafschaft Mansfeld, in deren Bereich auch die Städte Hettstedt, Eisleben und Gerbstedt lagen. Die Grafschaft bestand bis zum Aussterben des Geschlechts 1780 und kam danach zu Kursachsen bzw. Preußen, 1807/1808 zum überwiegenden Teil an das Königreich Westphalen (Saale-Departement) und 1815 an Preußen. Ein weiteres Grafengeschlecht übte seit 1210 die Herrschaft über den Westen des Kreisgebietes aus, die Grafen zu Stolberg. Zur Grafschaft Stolberg gehörte etwa der Bereich der heutigen Gemeinde Südharz sowie weiter südlich zeitweise gemeinsam mit den Grafen von Schwarzburg die Orte Kelbra und Tilleda. 1738/1740 kam die Grafschaft Stolberg unter kursächsische Herrschaft, die 1815 von Preußen abgelöst wurde.
Ganz im Norden gehörte Sandersleben zu den anhaltischen Fürstentümern, von 1918 bis 1945 zum Freistaat Anhalt. Wechselnden Herrschaftsverhältnissen unterlagen die Städte Sangerhausen und Allstedt. Sangerhausen gehörte seit 1291 den brandenburgischen Markgrafen, ging 1340 in den Besitz des Herzogtums Braunschweig über und kam 1372 unter wettinisch-sächsische Herrschaft. Die sächsische Periode, zwischenzeitlich 1656 bis 1748 Herzogtum Sachsen-Weißenfels, endete 1815 mit der Übernahme durch Preußen.
Allstedt wurde 1299 als Vogtei der Grafschaft Beichlingen erwähnt. 1320 wurde Allstedt als Reichslehen an verschiedene Herrschaftshäuser vergeben, unter anderem Mansfeld, Anhalt und Sachsen. Erst 1575 übten die Ernestiner uneingeschränkt die Herrschaft über das Amt Allstedt aus. Von 1815 bis 1945 war das Gebiet um Allstedt eine thüringische Exklave in Preußen (1815–1920: Sachsen-Weimar-Eisenach). Das übrige heutige Kreisgebiet mit Ausnahme von Sandersleben und Tilkerode war bereits seit 1815 infolge des Wiener Kongresses in preußischer Hand.
Von den bis 1818 neu eingerichteten preußischen Kreisen bildeten der Mansfelder Gebirgskreis, der Mansfelder Seekreis und der Landkreis Sangerhausen das heutige Kreisgebiet. Diese Einteilung blieb im Wesentlichen bis 1994 bestehen, wobei aus wesentlichen Teilen der Mansfelder Kreise und des seit 1908 bestehenden Stadtkreises Eisleben 1950 der Landkreis Eisleben gebildet wurde, der 1952 in die Kreise Hettstedt und Eisleben geteilt wurde. Bei der ersten Kreisgebietsreform in Sachsen-Anhalt wurden 1994 die Landkreise Hettstedt und Eisleben zum Landkreis Mansfelder Land zusammengelegt. Im Zuge der zweiten Kreisgebietsreform 2007 wurde der neue Landkreis Mansfeld-Südharz durch die Zusammenlegung der ehemaligen Landkreise Mansfelder Land und Sangerhausen gebildet.

## Bevölkerung
| Jahr | Einwohner |
| ---- | --------- |
| 2007 | 158.223   |
| 2010 | 150.295   |
| 2015 | 141.408   |
| 2020 | 133.690   |
| 2021 | 132.317   |
| 2022 | 132.034   |
| 2023 | 131.071   |
| 2024 | 129.029   |

Stand: 31. Dezember des jeweiligen Jahres
Die Städte Sangerhausen und Hettstedt wuchsen bis zur Wende bei gleichzeitigem Bau von Neubaublöcken. Nach dem Zusammenbruch der DDR verloren sie jedoch ungefähr ein Drittel der Einwohner. Die Stadt Lutherstadt Eisleben dagegen erlebt seit mindestens den 1960er Jahren einen Bevölkerungsrückgang. Dabei verlor sie ungefähr die Hälfte der Einwohner. In den Einheitsgemeinden im ehemaligen Altkreis Mansfelder Land zeigt sich eine Entwicklung analog zur Lutherstadt Eisleben: Die Einwohnerzahlen gingen seit den 1960er Jahren jeweils um ungefähr die Hälfte zurück. In den großen Einheitsgemeinden des Altkreises Sangerhausen schrumpft die Bevölkerung ebenfalls seit den 1960er Jahren, allerdings weniger stark als im Mansfelder Land.
| Jahr | Sangerhausen | Eisleben | Hettstedt |
| ---- | ------------ | -------- | --------- |
| 1964 | 38.640       | 44.773   | 19.957    |
| 1989 | 43.823       | 35.374   | 22.559    |
| 2000 | 35.167       | 29.526   | 18.976    |
| 2010 | 29.679       | 25.489   | 15.343    |
| 2020 | 25.703       | 22.668   | 13.758    |
| 2023 | 25.650       | 22.644   | 12.923    |
| 2024 | 25.392       | 22.505   | 12.783    |

Gebietsstand 2014

## Politik

### Kreistag
Das nebenstehend dargestellte Ergebnis der Kreistagswahl vom 9. Juni 2024 führte zu folgender Sitzverteilung im Kreistag:
- Linke: 4
- SPD: 6
- Grüne: 1
- Bauernverband: 2
- Regionale: 2
- FBM: 4
- FDP: 1
- CDU: 10
- AfD: 15
- Sonst.: 3

| Parteien und Wählergemeinschaften | Parteien und Wählergemeinschaften                 | Prozent 2024 | Sitze 2024 | Prozent 2019 | Sitze 2019 |
| --------------------------------- | ------------------------------------------------- | ------------ | ---------- | ------------ | ---------- |
| AfD                               | Alternative für Deutschland                       | 31,4         | 15         | 19,3         | 9          |
| CDU                               | Christlich Demokratische Union Deutschlands       | 21,4         | 10         | 19,0         | 9          |
| Linke                             | Die Linke                                         | 7,7          | 4          | 15,9         | 8          |
| SPD                               | Sozialdemokratische Partei Deutschlands           | 12,3         | 6          | 14,4         | 7          |
| FBM                               | Freie Bürger Mitteldeutschland                    | 7,7          | 4          | 9,3          | 4          |
| Regionale                         | Die Regionalen Mansfeld-Südharz                   | 3,6          | 2          | 2,5          | 1          |
| Bauernverband                     | Bauernverband Mansfeld-Südharz                    | 4,0          | 2          | 3,9          | 2          |
| FDP                               | Freie Demokratische Partei                        | 2,0          | 1          | 5,1          | 3          |
| Grüne                             | Bündnis 90/Die Grünen                             | 1,2          | 1          | 3,3          | 2          |
| FFw ML                            | Freiwillige Feuerwehr Mansfelder Land             | 1,6          | 1          | 2,4          | 1          |
| WGF                               | Wählergemeinschaft Feuerwehr Mansfeld-Südharz     | 2,4          | 1          | 1,2          | 1          |
| SüLi                              | Südharzer Liste                                   | 3,0          | 1          | –            | –          |
| HKV                               | Heimat- und Kulturverein Hedersleben e. V.        | 0,4          | 0          | –            | –          |
| WG FLE                            | Wählergemeinschaft Feuerwehr Lutherstadt Eisleben | –            | –          | 0,8          | 0          |
| FWG MSH                           | Freie Wählergemeinschaft Mansfeld-Südharz         | –            | –          | 0,3          | 0          |
| WG GA                             | Freie Wählergemeinschaft Goldene Aue              | –            | –          | 2,0          | 1          |
| EB                                | Einzelbewerber                                    | 1,2          | 0          | 0,6          | 0          |
| Gesamt                            | Gesamt                                            | 100          | 48         | 100          | 48         |
| Wahlbeteiligung                   | Wahlbeteiligung                                   | 59,0 %       | 59,0 %     | 53,3 %       | 53,3 %     |

### Landrat
Erster Landrat war Dirk Schatz, der sich in einer Stichwahl am 6. Mai 2007 mit 52,9 % zu 47,1 % der Stimmen gegen seinen Mitbewerber Frank Bayer (SPD) durchsetzen konnte.
Schatz wurde am 16. Juli 2014 durch Angelika Klein (Linke) abgelöst. Sie hatte einen Monat zuvor in einer Stichwahl gegen den Amtsinhaber 80,6 % der Stimmen erhalten.
Bei der nächsten Landratswahl im Juni 2021 trat die Amtsinhaberin Klein nicht erneut an. Nachdem im ersten Wahlgang am 6. Juni 2021 kein Kandidat die erforderliche Mehrheit von 50 % erreicht hatte, kam es zu einer Stichwahl zwischen den zwei stärksten Kandidaten André Schröder (CDU) und Cathèrine Kayser (AfD), die Schröder mit 79,2 % der Stimmen für sich gewinnen konnte.

### Wappen
Das Wappen wurde am 17. März 2008 durch das Ministerium des Innern von Sachsen-Anhalt genehmigt. Wappen und Flagge wurden vom Heraldiker Ulrich Hellem aus Halle (Saale) gestaltet.
| Wappen des Landkreises Mansfeld-Südharz | Blasonierung: „Halbgespalten und geteilt; vorn oben geviert, Feld 1 und 4: sechsfach Silber über Rot geteilt; Feld 2 und 3: in Silber sechs (3:3) rote Rauten; hinten oben in Silber eine stilisierte natürliche rote Rose; unten in Grün ein silbernes Dreieck, belegt mit einem schräggekreuzten schwarzen Gezähe (Bergmannsgezähe).“                              |
| Wappen des Landkreises Mansfeld-Südharz | Wappenbegründung: Die roten Balken und Rauten sind das Zeichen der ehemaligen Grafschaft Mansfeld. Die Rose symbolisiert die Stadt Sangerhausen mit ihrem Rosarium. Die Farbe Grün steht für den Naturreichtum. Das Bergbau-Gezähe im weißen Dreieck steht für den ehemaligen Kupferbergbau in den Revieren Mansfeld und Sangerhausen, siehe Mansfeld (Unternehmen). |

Die Wappen der Verwaltungsgemeinschaften, Städte und Gemeinden des Landkreises befinden sich in der Liste der Wappen im Landkreis Mansfeld-Südharz.

### Flagge
Die Flagge ist grün-weiß (1:1) gestreift (Querform: Streifen waagerecht verlaufend, Längsform: Streifen senkrecht verlaufend) und mittig mit dem Landkreiswappen belegt.

### Auszeichnung
Am 25. Mai 2009 erhielt der Landkreis den von der Bundesregierung verliehenen Titel „Ort der Vielfalt“.

## Wirtschaft
Der Landkreis Mansfeld-Südharz gehört zu den wirtschaftsschwächsten Regionen des Bundeslandes Sachsen-Anhalt.
Nach dem Niedergang des Kupferbergbaus und der Aluminiumverhüttung im Mansfelder Raum entwickelten sich neue Wirtschaftszweige: bei der Klemme AG in Eisleben und in Hettstedt bei den Mansfelder Kupfer und Messing Werken (KME Mansfeld GmbH), einem Nachfolgeunternehmen des traditionsreichen VEB Mansfeld, entstanden Arbeitsplätze in gewissem Umfang.
Ein weiteres Traditionsunternehmen, die MIFA Mitteldeutsche Fahrradwerke in Sangerhausen, musste dagegen nach jahrelangen Verlusten 2014 und wieder 2017 Insolvenz anmelden.
Bei Amsdorf gibt es noch den Tagebau Amsdorf; die dortige Montanwachsfabrik der Romonta GmbH deckt nach eigenen Angaben 80 % des weltweiten Montanwachsbedarfs. In der waldreichen Westregion des Kreises wird Forstwirtschaft, in der Osthälfte dagegen überwiegend Landwirtschaft betrieben. Die Harzgebiete und die Lutherstädte Eisleben und Mansfeld profitieren zunehmend vom Tourismus. Die Standortentwicklungsgesellschaft Mansfeld-Südharz mbH fungiert als Ansprechpartner für Investoren und Ansiedlungen im Landkreis Mansfeld-Südharz.
Am Süßen See werden durch das für diese Breiten milde Klima Trauben für Weine angebaut, die zur Saale-Unstrut-Region gehören (Bereich Mansfelder Seen). Das Hauptanbaugebiet dieser Region liegt jedoch weiter südöstlich in den angrenzenden Landkreisen. Weiterhin wird in Wippra im Harz in einer Brauerei Bier gebraut (Wippraer).
Im Zukunftsatlas 2019 belegte der Landkreis Mansfeld-Südharz Platz 398 von 402 Landkreisen, Kommunalverbänden und kreisfreien Städten in Deutschland und zählt damit zu den Regionen mit „sehr hohen Zukunftsrisiken“. Im Zukunftsatlas 2022 belegte der Landkreis mit Platz 400 von 400 Landkreisen den letzten Platz. Im Zukunftsatlas 2025 belegte der Landkreis mit Platz 393 von 400 Landkreisen einen besseren Platz als in den Vorjahren und konnte sich somit leicht verbessern.

### Verkehr

#### Autobahnverbindungen

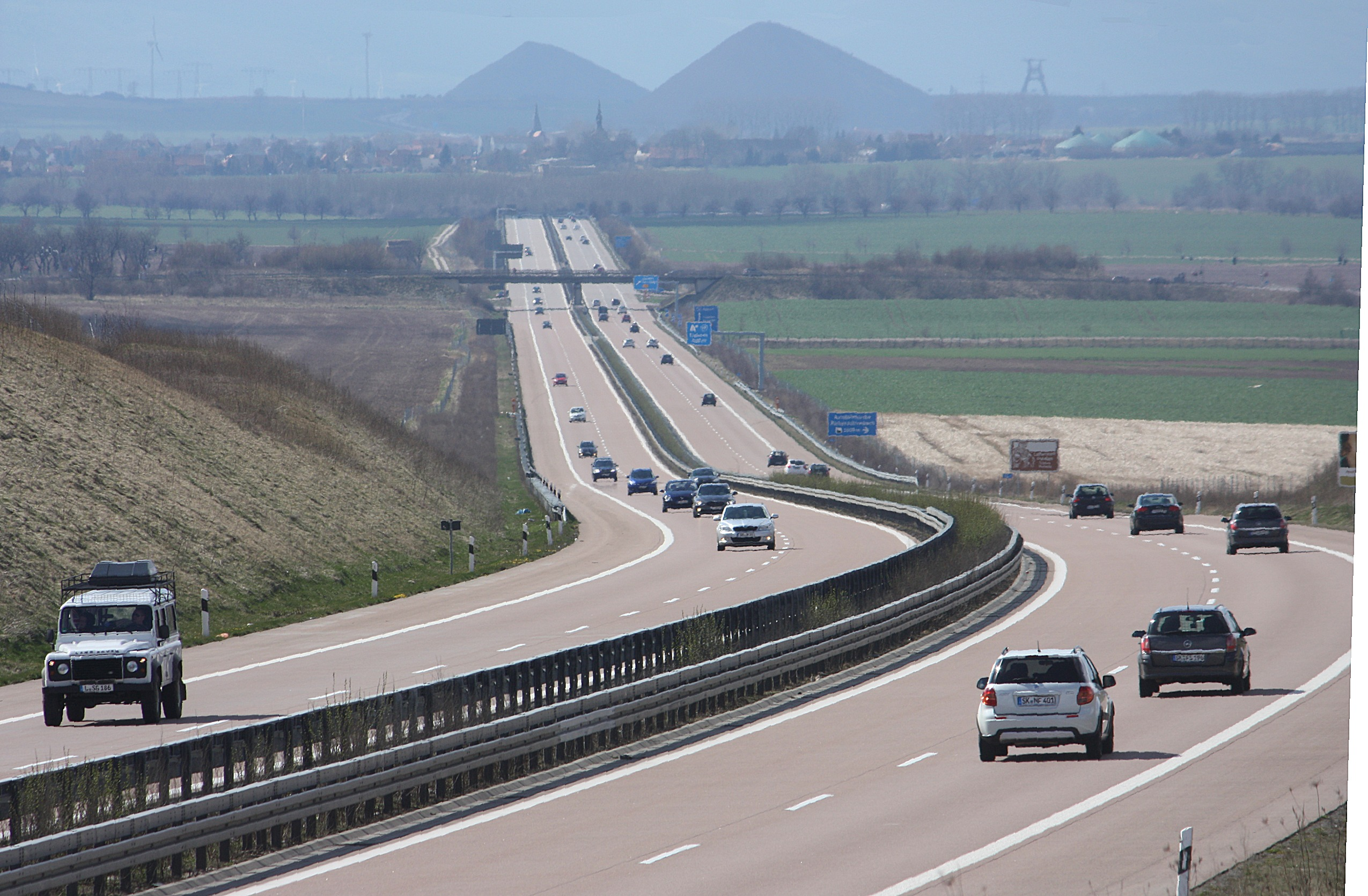
Autobahn A 38 bei Hornburg, im Hintergrund die Halden des alten Sangerhäuser Reviers

Der Landkreis Mansfeld-Südharz wird über die Autobahn A 38 mit den Regionen Kassel/Göttingen im Westen und der Region Halle/Leipzig im Osten verbunden. Sie verläuft auf ca. 46 km durch das Kreisgebiet. Weiterhin gibt es von Sangerhausen mit der A 71 eine Verbindung nach Erfurt im Süden, die auf ca. 4,9 km über das Kreisgebiet verläuft. Unweit der Kreisgrenze im Nordosten liegt die Anschlussstelle Plötzkau an der A 14, über die neben Halle und Leipzig die sachsen-anhaltische Landeshauptstadt Magdeburg erreicht werden kann. Zuletzt führt bei Aschersleben die A 36 am nördlichen Kreisrand vorbei. Über sie können neben der Nordharzregion die niedersächsischen Großstädte Braunschweig und Hannover angesteuert werden.

#### Bundesstraßen
Folgende Bundesstraßen verlaufen im Landkreis:
- B 80 auf ca. 13 km
- B 85 auf ca. 6,3 km
- B 86 auf ca. 36 km
- B 180 auf ca. 40 km
- B 242 (Harzhochstraße) auf ca. 25 km

#### Bahn

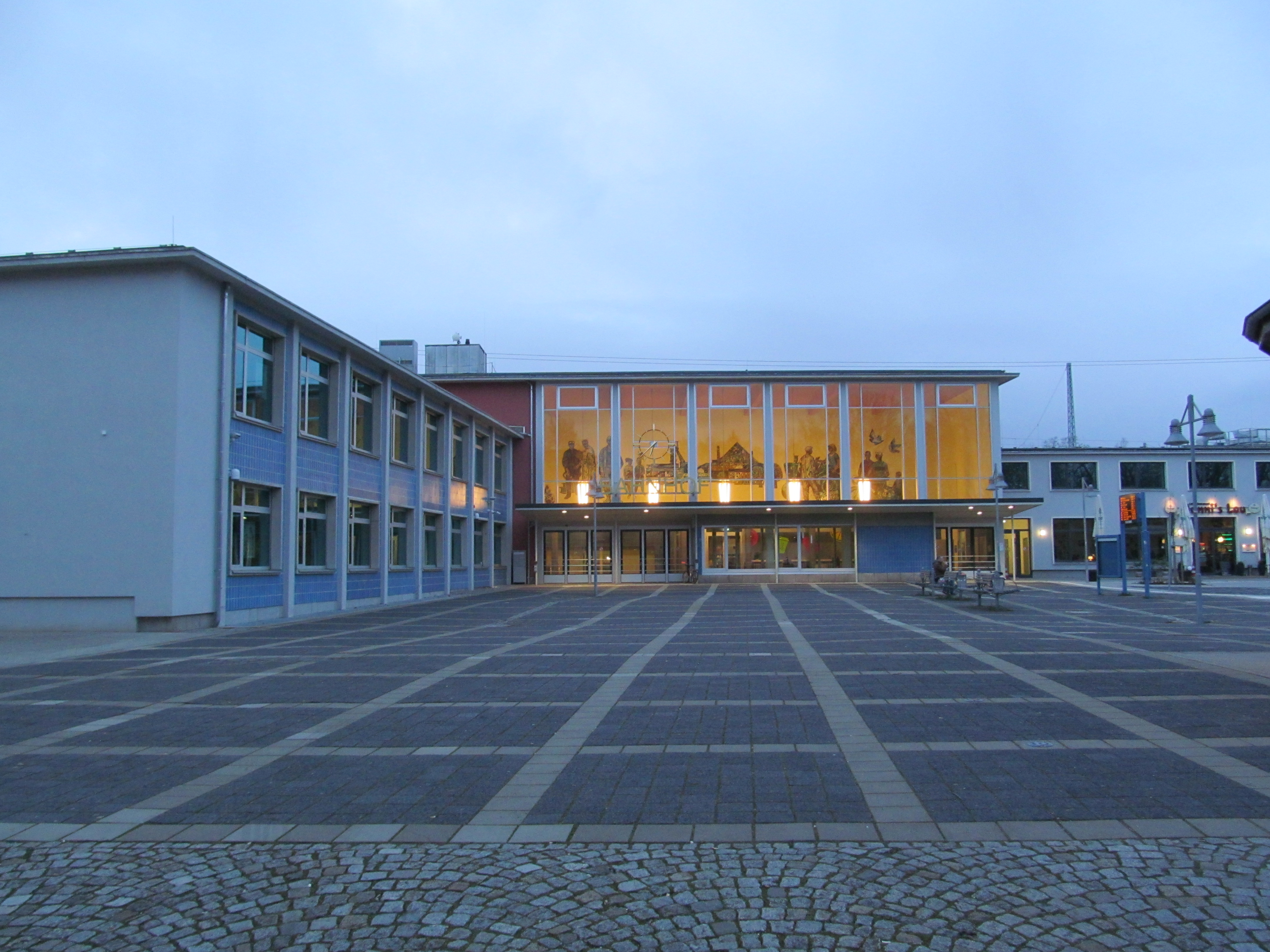
Bahnhof in Sangerhausen, Knotenpunkt der Bahnstrecken Halle–Hann. Münden und Sangerhausen–Erfurt

Von regionaler Bedeutung sind folgende Schienenwege:
- Bahnstrecke Halle–Hann. Münden auf fast 65 km
- Bahnstrecke Berlin–Blankenheim auf ca. 26 km
- Bahnstrecke Sangerhausen–Erfurt auf knapp 5 km
- Bahnstrecke Halle–Vienenburg auf knapp 4,5 km

Die größeren Bahnstrecken berühren sich an zwei Knotenpunkten. Am Bahnhof von Sangerhausen gibt es Verbindungen mit dem Regionalexpress nach Erfurt und Magdeburg auf einer Strecke und Halle (Saale), Eisleben, Nordhausen und Kassel auf einer anderen. Der Bahnhof von Sandersleben liegt ebenfalls an der Bahnstrecke, die Bahnverbindungen mit dem Regionalexpress nach Erfurt und Magdeburg ermöglicht. Es gibt von dort weitere Bahnlinien nach Halle sowie in den Nordharz nach Aschersleben, Quedlinburg, Halberstadt und Goslar.
Rein touristisch genutzt werden die schmalspurige Mansfelder Bergwerksbahn und die Bahnstrecke Klostermansfeld–Wippra („Wipperliese“). Beide Strecken werden mit historischen Fahrzeugen bedient.

## Gesundheitswesen
Im Landkreis Mansfeld-Südharz gibt es Helios-Kliniken in Hettstedt, Lutherstadt Eisleben und Sangerhausen. Alle drei Kliniken sind Basisversorger.

## Bildung
Im Landkreis Mansfeld-Südharz gibt es 39 Grundschulen, neun Sekundarschulen, vier Gymnasien, eine berufsbildende Schule sowie sechs Förderschulen. In Eisleben gab es früher eine Fachschule (1798 bis 1968 Bergschule Eisleben, 1968 bis 1993 Ingenieurschule Eisleben), die jedoch Anfang der 1990er Jahre geschlossen wurde.

## Gemeinden

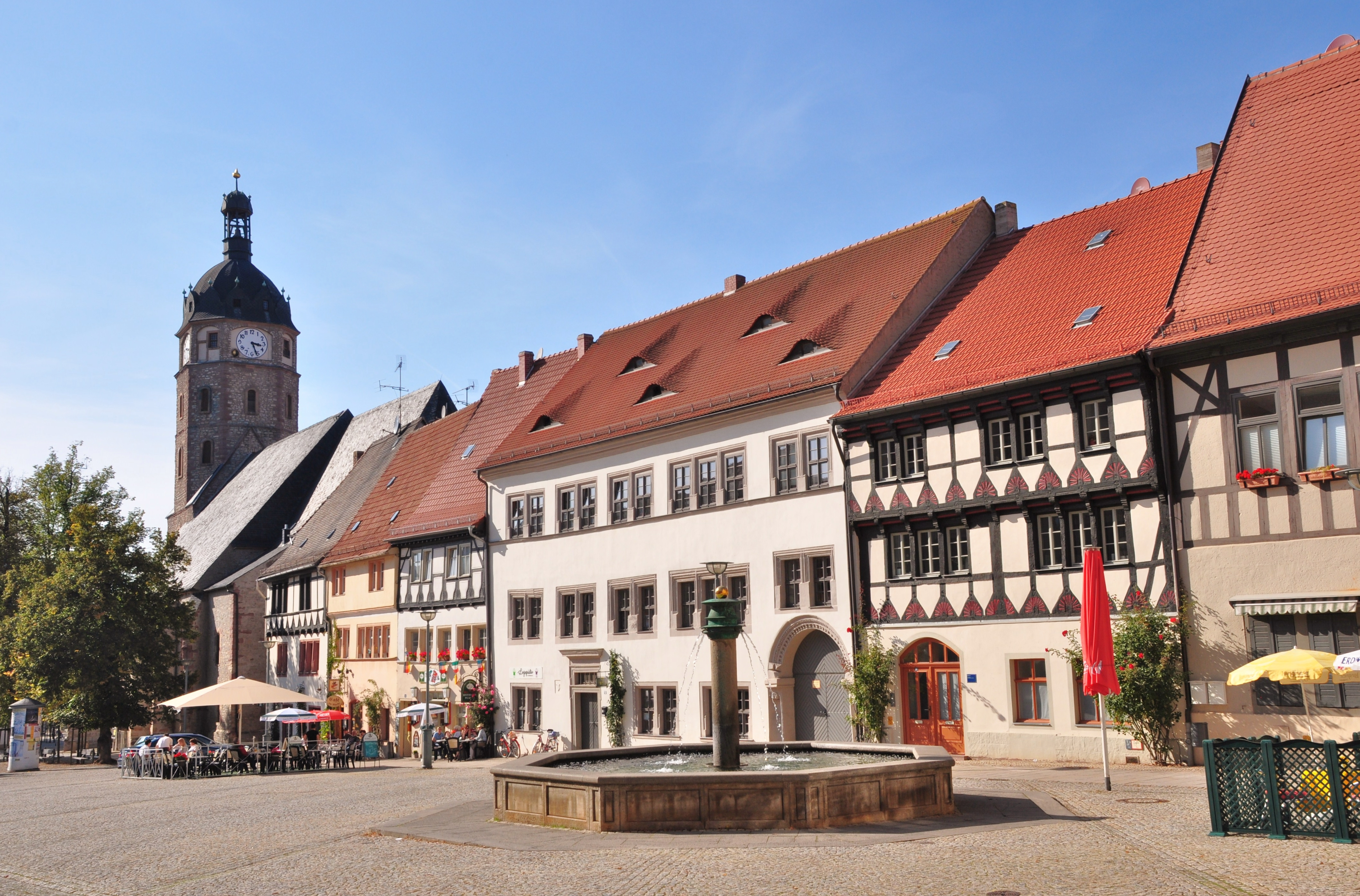
Sangerhausen ist die Kreisstadt von Mansfeld-Südharz und gleichzeitig die größte Stadt im Landkreises (im Bild der Marktplatz)

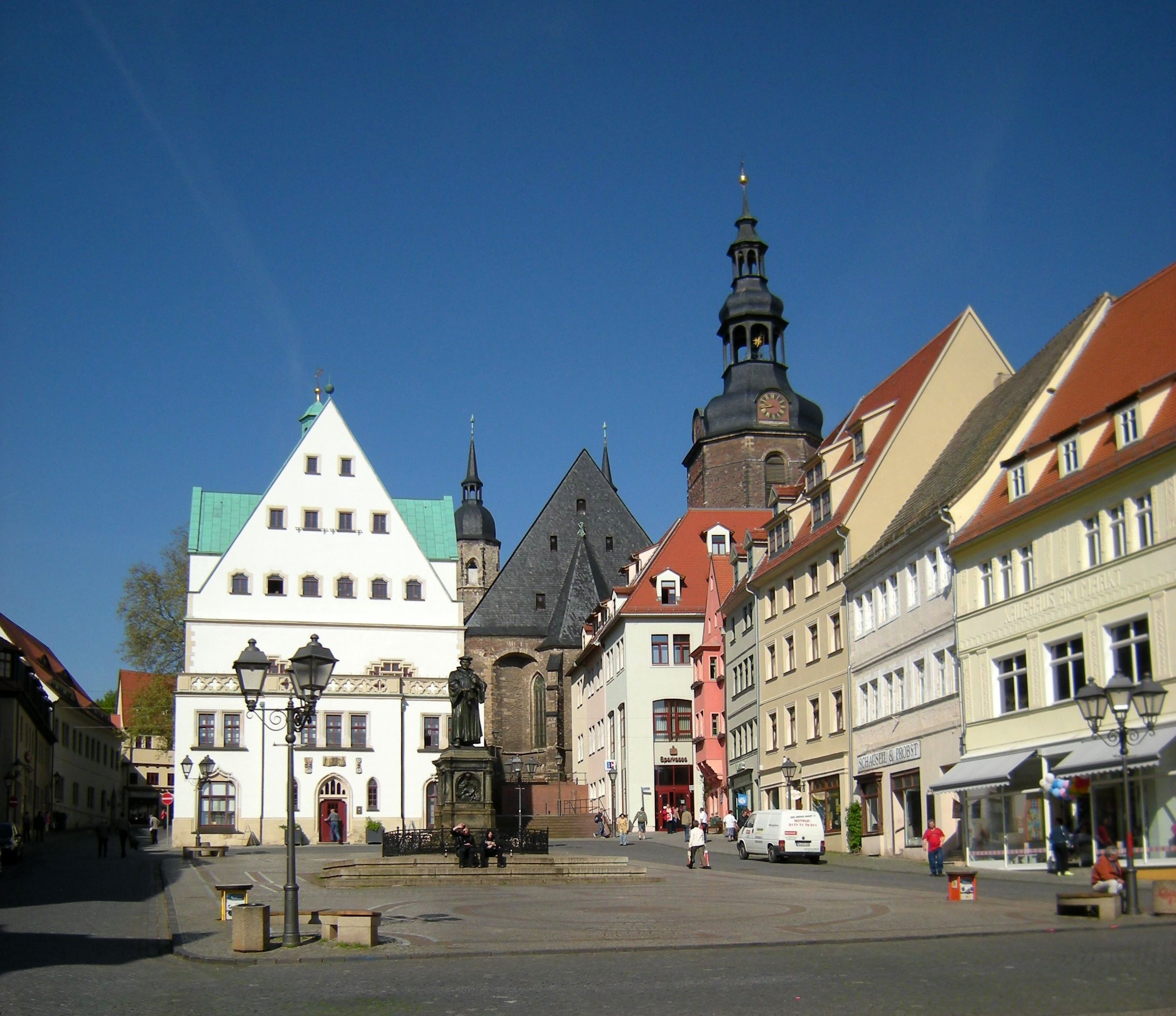
Eisleben (im Bild der Marktplatz) ist als zweitgrößte Stadt des Landkreises nur wenig kleiner als Sangerhausen.

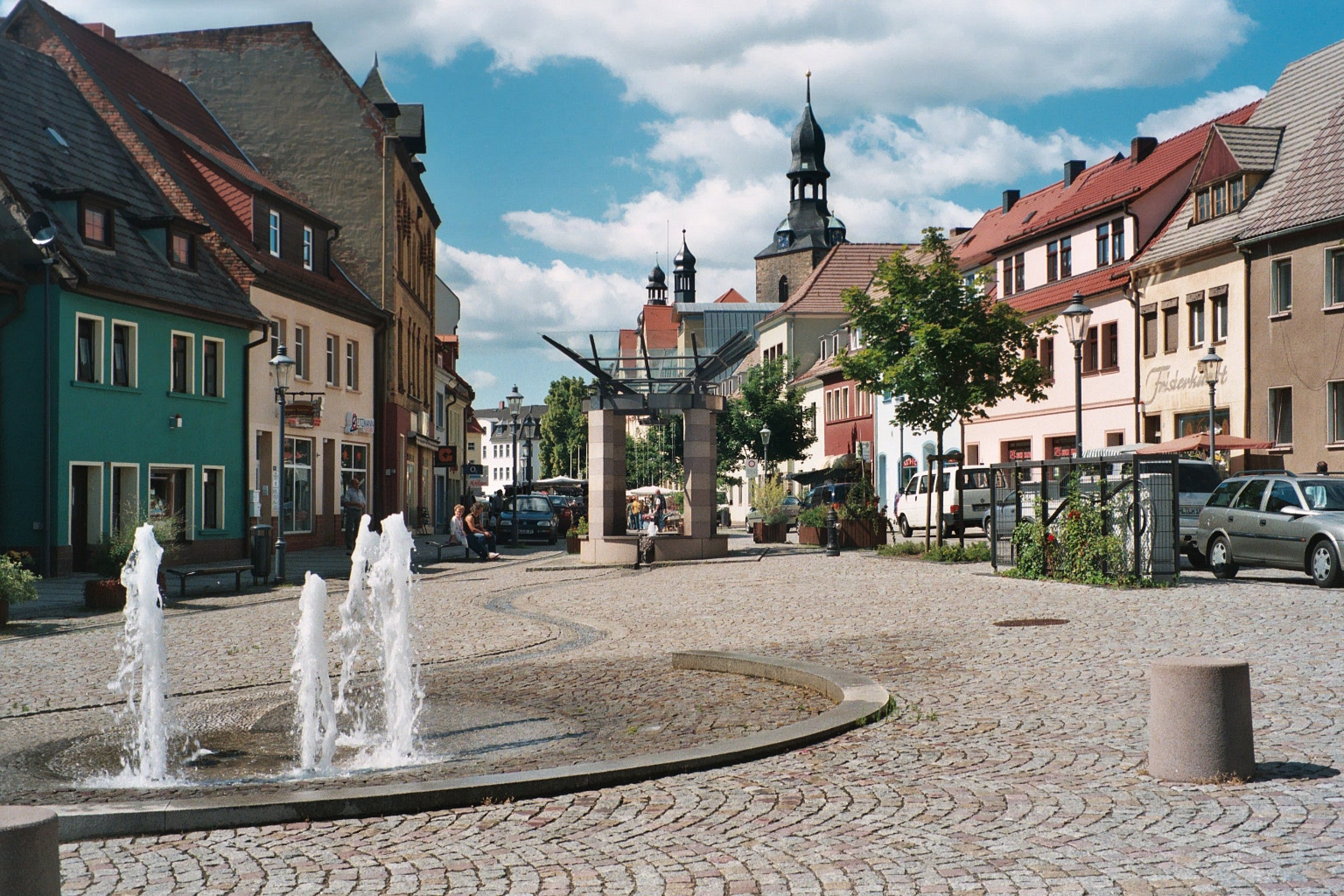
Hettstedt ist mit einigem Abstand drittgrößte Stadt des Landkreises (im Bild der Marktplatz)

Einheitsgemeinden
(Städte sind fett hervorgehoben)
(* Sitz des Landkreises)
| Wappen | Gemeinde                  | Einwohner (31. Dezember 2024) | Fläche in km² |
| ------ | ------------------------- | ----------------------------- | ------------- |
|        | Allstedt                  | 7535                          | 149,81        |
|        | Arnstein                  | 6123                          | 121,69        |
|        | Gerbstedt                 | 6601                          | 102,31        |
|        | Hettstedt                 | 12.783                        | 36,93         |
|        | Lutherstadt Eisleben      | 22.505                        | 143,94        |
|        | Mansfeld                  | 8096                          | 143,77        |
|        | Sangerhausen *            | 25.392                        | 207,71        |
|        | Seegebiet Mansfelder Land | 8474                          | 107,93        |
|        | Südharz                   | 8829                          | 236,38        |

Verbandsgemeinden mit ihren Mitgliedsgemeinden
(* Sitz der Verbandsgemeinde)
| Wappen | Mitgliedsgemeinde     | Einwohner (31. Dezember 2024) | Fläche in km² |
| ------ | --------------------- | ----------------------------- | ------------- |
|        | Berga                 | 1664                          | 25,67         |
|        | Brücken-Hackpfüffel   | 972                           | 16,65         |
|        | Edersleben            | 939                           | 9,06          |
|        | Kelbra (Kyffhäuser) * | 3196                          | 40,56         |
|        | Wallhausen            | 2344                          | 35,37         |

| Wappen | Mitgliedsgemeinde | Einwohner (31. Dezember 2024) | Fläche in km² |
| ------ | ----------------- | ----------------------------- | ------------- |
|        | Ahlsdorf          | 1508                          | 5,10          |
|        | Benndorf          | 1911                          | 5,77          |
|        | Blankenheim       | 1138                          | 14,86         |
|        | Bornstedt         | 773                           | 9,31          |
|        | Helbra *          | 3687                          | 9,27          |
|        | Hergisdorf        | 1395                          | 9,54          |
|        | Klostermansfeld   | 2073                          | 8,82          |
|        | Wimmelburg        | 1091                          | 8,56          |

## Gebietsänderungen

### Veränderungen auf Gemeindeebene
Gemeindeneugründungen
- Auflösung der Gemeinden Brücken (Helme) und Hackpfüffel – Neugründung der Gemeinde Brücken-Hackpfüffel (1. Januar 2009)
- Auflösung der Gemeinden Amsdorf, Aseleben, Erdeborn, Hornburg, Lüttchendorf, Neehausen, Röblingen am See, Seeburg, Stedten und Wansleben am See – Neugründung der Gemeinde Seegebiet Mansfelder Land (1. Januar 2010)
- Auflösung der Gemeinden Stadt Gerbstedt, Augsdorf, Friedeburgerhütte, Hübitz, Ihlewitz, Rottelsdorf, Siersleben, Welfesholz und Zabenstedt – Neugründung der Stadt Gerbstedt (1. Januar 2010)
- Auflösung der Gemeinden Stadt Sandersleben (Anhalt), Alterode, Bräunrode, Greifenhagen, Harkerode, Quenstedt, Stangerode, Sylda, Ulzigerode und Welbsleben – Neugründung der Stadt Arnstein (1. Januar 2010)
- Auflösung der Gemeinden Bennungen, Breitenstein, Breitungen, Dietersdorf, Drebsdorf, Hainrode, Hayn (Harz), Kleinleinungen, Questenberg, Roßla, Rottleberode, Schwenda und Uftrungen – Neugründung der Gemeinde Südharz (1. Januar 2010)

Eingemeindungen
- Auflösung der Gemeinde Wippra – Eingemeindung nach Sangerhausen (1. Januar 2008)
- Auflösung der Gemeinden Bischofrode, Osterhausen und Schmalzerode – Eingemeindung nach Lutherstadt Eisleben (1. Januar 2009)
- Auflösung der Gemeinden Abberode, Braunschwende, Friesdorf, Hermerode, Molmerswende und Ritzgerode – Eingemeindung nach Mansfeld (6. März 2009)
- Auflösung der Gemeinde Tilleda – Eingemeindung nach Kelbra (1. Juli 2009)
- Auflösung der Gemeinden Martinsrieth und Riethnordhausen – Eingemeindung nach Wallhausen (1. Juli 2009)
- Auflösung der Gemeinden Burgsdorf und Hedersleben – Eingemeindung in die Stadt Lutherstadt Eisleben (1. Januar 2010)
- Auflösung der Gemeinden Beyernaumburg, Emseloh, Holdenstedt, Katharinenrieth, Liedersdorf, Mittelhausen, Niederröblingen (Helme), Nienstedt, Pölsfeld, Sotterhausen und Wolferstedt – Eingemeindung in die Stadt Allstedt (1. Januar 2010)
- Auflösung der Gemeinden Freist, Friedeburg (Saale) und Heiligenthal – Eingemeindung nach Gerbstedt (24. Januar 2010)
- Auflösung der Gemeinden Arnstedt und Wiederstedt – Eingemeindung nach Arnstein (1. September 2010)
- Auflösung der Gemeinde Dederstedt – Eingemeindung nach Seegebiet Mansfelder Land (1. September 2010)
- Auflösung der Gemeinden Ritterode und Walbeck – Eingemeindung nach Hettstedt (1. September 2010)
- Auflösung der Stadt Stolberg (Harz) und der Gemeinde Wickerode – Eingemeindung nach Südharz (1. September 2010)
- Auflösung der Gemeinde Winkel – Eingemeindung nach Allstedt (1. September 2010)

### Änderungen bei Verwaltungsgemeinschaften und Verbandsgemeinden
- Auflösung der Verwaltungsgemeinschaft Allstedt-Kaltenborn (1. Januar 2010)
- Auflösung der Verwaltungsgemeinschaft Mansfelder Grund-Helbra (1. Januar 2010)
- Neugründung der Verbandsgemeinde Mansfelder Grund-Helbra (1. Januar 2010)
- Auflösung der Verwaltungsgemeinschaft Goldene Aue
- Neugründung der Verbandsgemeinde Goldene Aue (1. Januar 2010)
- Auflösung der Verwaltungsgemeinschaft Seegebiet Mansfelder Land (1. Januar 2010)
- Auflösung der Verwaltungsgemeinschaft Gerbstedt (1. Januar 2010)
- Auflösung der Verwaltungsgemeinschaft Wipper-Eine (1. Januar 2010)
- Auflösung der Verwaltungsgemeinschaft Roßla-Südharz (1. Januar 2010)
- Auflösung der Verwaltungsgemeinschaft Hettstedt (1. September 2010)

## Kfz-Kennzeichen
Am 22. Oktober 2007 wurde im Landkreis das Unterscheidungszeichen MSH eingeführt. Bis dahin wurden die Kennungen ML (Mansfelder Land) und SGH (Sangerhausen) genutzt. Diese sowie die Unterscheidungszeichen EIL (Eisleben) und HET (Hettstedt) sind seit dem 29. November 2012 wieder erhältlich.